# 1996년 AFC 아시안컵 선수 명단
이 문서에서는 1996년 AFC 아시안컵의 선수 명단을 정리한다.